# باتری نیکل اکسی هیدروکسید

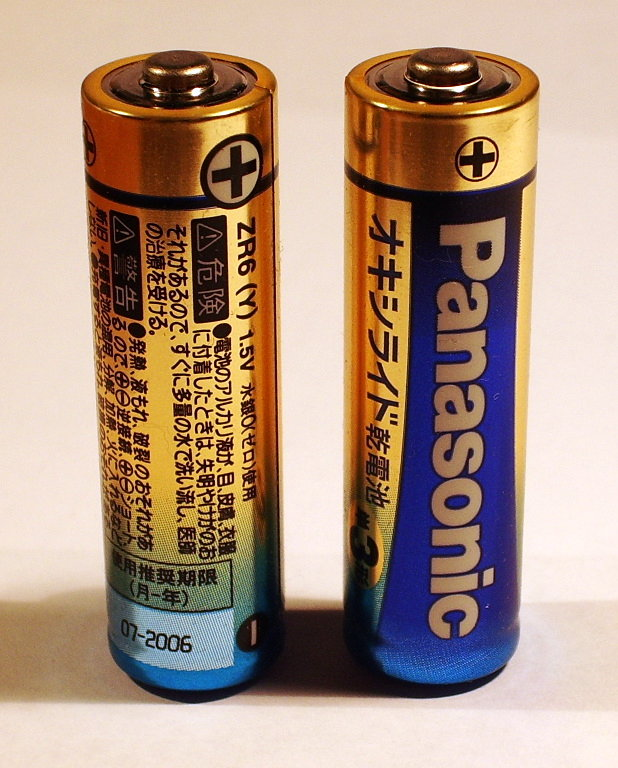
یک باتری روی-نیکل اکسی هیدروکسید ساخت شرکت پاناسونیک

باتری‌های نیکل اکسی هیدروکسید(به انگلیسی: Nickel oxyhydroxide battery) (مخفف انگلیسی: NiOx) گونه‌ای از باتری‌های غیر قابل شارژ هستند که کاربرد عمده آن در تجهیزات الکترونیکی قابل حمل مانند دوربین‌های دیجیتال است. عمر مفید این نوع پیل‌ها حدود دو برابر باتری‌های معمولی قلیایی است. این باتری‌ها ولتاژ اسمی تا حدود ۱٫۷ ولت را پشتیبانی می‌کنند.